# Claudio Spontón
Claudio Ariel Spontón (Malabrigo, Santa Fe, 14 de septiembre de 1968) es un exfutbolista argentino y actual director técnico. Jugaba de delantero y su primer club fue Platense.

## Carrera como jugador
Comenzó su carrera como futbolista en 1987 jugando para Platense. Jugó para el club hasta 1990 Consiguiendo en esta etapa una Liguilla Pre-Libertadores Clasificación, en una final en tres partidos ante Boca Juniors y un  desempate por no descender ante Temperley. En 1991 se incorporó a River Plate, permaneciendo hasta 1992. Ese mismo año se trasladó a San Martín de Tucumán. Permaneció en el club por dos años (1992-1993). En 1993, se trasladó a Chile para jugar en la Unión Española. En 1994 regresó a la Argentina, para jugar nuevamente en Platense, convirtiendo 8 goles en el Torneo Clausura 1994. Ese mismo año se trasladó a México para jugar en el Deportivo Toluca. Permaneció en el equipo por dos años. En 1995 regresó nuevamente a la Argentina para jugar en Lanús por un año. Después de rescindir su contrato, en 1996 se unió a Deportivo Español. En 1997 regresó por tercera vez a Platense, permaneciendo en el equipo hasta 1999. En este período en Platense, marcó en la goleada de su equipo por 4-0 ante Boca Juniors en La Bombonera el que es considerado como uno de los mejores goles de la historia del club. Ese mismo año se trasladó a Salta para jugar en el Club Gimnasia y Tiro, en donde permaneció hasta 2000. Ese año se trasladó a Perú para jugar en Alianza Lima. Ese año, Claudio volvió a la Argentina para jugar en Olimpo de Bahía Blanca hasta 2001. En 2002 se trasladó a Córdoba, en donde se confirmó su pase a Instituto de Córdoba, permaneciendo hasta 2003
En 2003, Claudio se trasladó al Club Atlético Acassuso, cuando al año siguiente se unió a Estudiantes de Río Cuarto, en donde se retiró en 2004.

## Después de su retiro
Luego de retirarse del fútbol profesional, se convirtió en ayudante de campo de Juan Amador Sánchez en Huracán de su país y de Marcelo Espina en Colo-Colo, Everton y Unión Española ambos de Chile. Entre 2013 y julio de 2016 dirigió el Club Defensores de Salto. En agosto estuvo al mando del Club Sportivo Villa Cubas, y el 7 de septiembre regresó al club de Salto, donde inició su segundo ciclo.
Luego, comenzó a dirigir el plantel de la reserva del Club Atlético Platense en sus segundo ciclo, desde 2017 al 2020 dirigió también en reserva y estuvo durante el 2020 como ayudante de campo del Técnico Daniel Cravero en Chaco For Ever. En el 2021 retornó a Platense para hacerse cargo nuevamente de la reserva, con el club ya en Primera División.
Luego de la salida de Madelón en septiembre de 2021, se anuncia que Spontón sería director interino de Platense. A pesar de empatar en los 2 primeros partidos con Estudiantes y Patronato, se confirma al Ruso como el nuevo DT del club. Bajo la dirección técnica de él, Platense lograría muy buenos resultados, escalando en la tabla de posiciones y promedios. Spontón supo cambiarle la cara al equipo, brindando muy buenas actuaciones y le permitió al hincha sentirse identificado con el equipo. El año cerraría de maravilla con una victoria agónica con Vélez de local.
Sin embargo, los problemas llegarían en el año entrante. Con la salida del goleador Tissera, pero la prometedora llegada de Gonzalo Bergessio, Platense comenzaba a preparar la Copa de la Liga 2022. Si bien los primeros 3 partidos fueron excelentes (2 victorias y 1 empate), llegaría una mala racha plagada de lesiones, fallos arbitrales en contra y malos resultados. El equipo del Ruso caería en 5 partidos de manera consecutiva, por lo cual Claudio decide renunciar de manera voluntaria (desde la dirigencia pretendían que continúe). 
Al día de hoy, Spontón se encuentra dirigiendo al Club Atlético El Linqueño que disputa el Torneo Federal A. 

## Clubes

### Como jugador
| Club                      | País      | Año       |
| ------------------------- | --------- | --------- |
| Platense                  | Argentina | 1987-1990 |
| River Plate               | Argentina | 1991-1992 |
| San Martín de Tucumán     | Argentina | 1992-1993 |
| Platense                  | Argentina | 1994      |
| Toluca                    | México    | 1994-1995 |
| Lanús                     | Argentina | 1995      |
| Deportivo Español         | Argentina | 1996      |
| Unión Española            | Chile     | 1997      |
| Platense                  | Argentina | 1997-1999 |
| Gimnasia y Tiro de Salta  | Argentina | 1999-2000 |
| Alianza Lima              | Perú      | 2000      |
| Olimpo de Bahía Blanca    | Argentina | 2000-2001 |
| Instituto de Córdoba      | Argentina | 2002-2003 |
| Acassuso                  | Argentina | 2003      |
| Estudiantes de Río Cuarto | Argentina | 2004      |

### Como entrenador
| Club                      | País      | Año       |
| ------------------------- | --------- | --------- |
| Platense (Reserva)        | Argentina | 2019-2020 |
| Platense (Interino)       | Argentina | 2020      |
| Chaco For Ever (Ayudante) | Argentina | 2020-2021 |
| Platense (Reserva)        | Argentina | 2021      |
| Platense                  | Argentina | 2021-2022 |
| América de Quito          | Ecuador   | 2023      |

### Estadísticas como técnico
*Actualizado al 16 de agosto de 2025.
*Tanto el partido de Copa Argentina como el primero de liga, fueron en condición de interino.
| Equipo                     | Div.                 | Torneo                                                             | Estadísticas | Estadísticas | Estadísticas | Estadísticas | Estadísticas | Estadísticas | Estadísticas | Estadísticas | Estadísticas |
| Equipo                     | Div.                 | Torneo                                                             | PJ           | G            | E            | P            | GF           | GC           | DG           | Efectividad  | Puntos       |
| -------------------------- | -------------------- | ------------------------------------------------------------------ | ------------ | ------------ | ------------ | ------------ | ------------ | ------------ | ------------ | ------------ | ------------ |
| Platense Argentina         | 2.ª                  |                                                                    |              |              |              |              |              |              |              |              |              |
| Platense Argentina         | 2.ª                  | Copa Argentina 2019-20                                             | 1            | 0            | 0            | 1            | 0            | 1            | -1           | 0%           | 0            |
| Platense Argentina         | Total                | Total                                                              | 1            | 0            | 0            | 1            | 0            | 1            | -1           | 0%           | 0            |
| Platense Argentina         | 1.ª (res)            |                                                                    |              |              |              |              |              |              |              |              |              |
| Platense Argentina         | 1.ª (res)            | Copa de la Liga Profesional 2021 (reserva), Torneo de Reserva 2021 | 27           | 10           | 9            | 8            | 38           | 33           | +5           | 48.15%       | 39           |
| Platense Argentina         | Total                | Total                                                              | 27           | 10           | 9            | 8            | 38           | 33           | +5           | 48.15%       | 39           |
| Platense Argentina         | 1.ª                  |                                                                    |              |              |              |              |              |              |              |              |              |
| Platense Argentina         | 1.ª                  | 2021                                                               | 14           | 6            | 5            | 3            | 24           | 20           | +4           | 54.76%       | 23           |
| Platense Argentina         | 1.ª                  | Copa de la LPF 2022                                                | 8            | 2            | 1            | 5            | 7            | 13           | -6           | 29.17%       | 7            |
| Platense Argentina         | Total                | Total                                                              | 22           | 8            | 6            | 8            | 31           | 33           | -2           | 45.45%       | 30           |
| América de Quito · Ecuador | 2.ª                  |                                                                    |              |              |              |              |              |              |              |              |              |
| América de Quito · Ecuador | 2.ª                  | 2023                                                               | 8            | 1            | 3            | 4            | 6            | 10           | -4           | 25%          | 6            |
| América de Quito · Ecuador | Total                | Total                                                              | 8            | 1            | 3            | 4            | 6            | 10           | -4           | 25%          | 6            |
| El Linqueño Argentina      | 3.ª                  |                                                                    |              |              |              |              |              |              |              |              |              |
| El Linqueño Argentina      | 3.ª                  | 2025                                                               | 16           | 6            | 6            | 4            | 15           | 11           | +4           | 50%          | 24           |
| El Linqueño Argentina      | Total                | Total                                                              | 16           | 6            | 6            | 4            | 15           | 11           | +4           | 50%          | 24           |
| Total en sus equipos       | Total en sus equipos | Total en sus equipos                                               | 74           | 25           | 24           | 25           | 90           | 88           | +2           | 44.59%       | 99           |

## Palmarés
| Título                                  | Club             | País      | Año  |
| --------------------------------------- | ---------------- | --------- | ---- |
| Liguilla Pre-Libertadores Clasificación | C.A. Platense    | Argentina | 1987 |
| Apertura 91                             | C.A. River Plate | Argentina | 1991 |